# Mowag Duro
Mowag Duro (Durable Robust) — серия колёсных многоцелевых военно-транспортных средств производства General Dynamics European Land Systems и Mowag, существуют варианты, как 4×4, так и 6×6.
Первоначально он был разработан для Швейцарии компанией Bucher-Guyer AG в Нидервенингене. Первоначальный заказ на 3000 машин для Вооруженных сил Швейцарии был выполнен в 1994 году. В январе 2003 года производство было передано MOWAG в Кройцлинген.
На 2020 год более 4000 автомобилей DURO 4×4 и 6×6 используются по всему миру. Основные эксплуатанты — Швейцария, Германия, Венесуэла, Великобритания и ряд других стран.

## DURO III
Существуют версии 4x4, 6x6 и 6x6 с модульным бронированием

### DURO IIIP / DURO GMTF
DURO IIIP (также известный как DURO GMTF ) модификация доступна только в комплектации 6х6. В нём усилено бронирование, а также установлен пулемёт с ДУ. DUR IIIP используется Вооружёнными силами Дании в качестве машины скорой помощи, а Вооружёнными силами Швейцарии - в качестве бронетранспортера, разведывательной службы NBC и машины скорой помощи в международных миссиях по поддержанию мира Swissint .  DURO IIIP также используется в Германии.

### YAK
YAK является модификацией  DURO IIIP 6x6, с улучшенной противоминной защитой и динамическими качествами, используется Немецкой армией. Производит компания Rheinmetall MAN Military Vehicles.
Немецкая армия использует YAK для различных целей. Первая партия автомобилей DURO III для Германии состояла из 30 машин, в том числе машины скорой помощи (12), машины разминирования (EOD) (10), машины для военной полиции (4) и командно-штабные машины для управления БПЛА LUNA (4). Окончательные поставки были осуществлены в конце 2005 года. Ещё 100 машин были заказаны в период с 2006 по 2009 годы. Фактический контракт предусматривал поставку 100 машин YAK и в общей сложности 114 кузовов в следующих конфигурациях: 31 машина скорой помощи, 8 машин для перевозки заключенных, 6 машин оснащённых водомётами, 23 командно-штабных пункта военной полиции,23 автомобиля для охраны авиабаз, 21 машина разминирования. В конце 2007 года немецкая армия заказала ещё одну партию из семи машин YAK, 6 командно-штабных машин для управления БПЛА LUNA и разведывательную машину BIO.
В 2008 году RMMV поставил швейцарской армии три полевых бронированных лаборатории NBC, которые похожи на YAK

### MOWAG Eagle IV и V
MOWAG Eagle IV и V базировались на шасси DURO IIIP.

## Гражданские версии
4X4 и 6X6 Duro также предлагались в различных конфигурациях в качестве пожарной машины:
- Аварийная машина рассчитанная на 16 пожарных
- Машина для укладки шлангов с 2 х 1000 м шлангами
- Малая пожарная машина с пожарным баком 800л
- Транспортер жидкости 800 л воды и 100 л пены

Эти машины используются в различных пожарных частях Швейцарии, например, в пожарных частях Берна, Фрика, Баара.
В 1990-х годах рассматривался вопрос о внедрении Duro в пожарную службу бывшей ГДР в качестве замены Robur LO.  Robur и Duro имеют схожие габариты, поэтому существующие пожарные части не требовали структурных изменений для новых транспортных средств. Преобразование не удалось из-за закупочной цены Duro, которая превысила финансовую мощь пожарных.
4x4 Duro также предлагался в качестве коммерческого автомобиля в виде броневика с прочной алюминиевой конструкцией. Значительных продаж коммерческого автомобиля не состоялось. Также в варианте гражданской скорой помощи значительных продаж не было.
Небольшое количество транспортных средств предоставляется в качестве экспедиционных транспортных средств, находящихся в частной собственности. Переобразован для гражданских компаний или частных лиц в автомобиль для кемпинга и бездорожья, экспедиционный автобус и экспедиционный автомобиль на базе Duro 4x4 и Duro 6x6.

## Основные операторы
- Боливия
- Дания
- Германия
- Ирландия
- Швейцария
- Великобритания
- Венесуэла